# Magos de la risa
Una aventura cómica de..., más conocida por su subtítulo de Magos de la risa, fue una colección de tebeos lanzada por Editorial Bruguera en 1950 y dedicada a los personajes más populares de su revista Pulgarcito.

## Trayectoria editorial
Magos de la risa partía de una idea similar a Magos del lápiz, ya que estaba compuesta por cuadernos monográficos de los personajes de la casa, pero presentaba formato apaisado, y aventuras inéditas de mayor extensión de lo habitual. En sus 42 entregas incluyó: 
| N.º | Serie                 | Título                        | Autor     | Fecha |
| --- | --------------------- | ----------------------------- | --------- | ----- |
| 1   | Casildo               | ¡Qué vacaciones!              | Nadal     | 1950  |
| 2   | Carpanta              | Bombero de primera            | Escobar   |       |
| 3   | Carioco               | Bromas espectrales            | Conti     |       |
| 4   | Zipi y Zape           | Ayudando a papá               | Escobar   |       |
| 5   | Las hermanas Gilda    | El tesoro maldito             | Vázquez   |       |
| 6   | Heliodoro             | Detective genial              | Vázquez   |       |
| 7   | Doña Urraca           | El caso de los gatos con alas | Jorge     |       |
| 8   | La Familia Pepe       | Aventura en África            | Iranzo    |       |
| 9   | Carpanta              | Un día en el circo            | Escobar   |       |
| 10  | Casildo               | ¡Nuevos ricos!                | Nadal     |       |
| 11  | Calixto               | La herencia del tío           | Peñarroya |       |
| 12  | Zipi y Zape           | ¡Un par de cirujanos!         | Escobar   |       |
| 13  | El repórter Tribulete | Una vuelta por la Luna        | Cifré     |       |
| 14  | Las hermanas Gilda    | El secreto del Buda           | Vázquez   |       |
| 15  | Don Berrinche         | ¡Extrañas pastillas!          | Peñarroya |       |
| 16  | Cucufato Pi           | Viviendo de milagro           | Cifré     |       |
| 17  | Carioco               | El tesoro embotellado         | Conti     |       |
| 18  | La familia Pepe       | Cazando fantasmas             | Iranzo    |       |
| 19  | Heliodoro             | Un lunes en Marte             | Vázquez   |       |
| 20  | Doña Urraca           | En el Far-West ese            | Jorge     |       |
| 21  | Carpanta              | Viajante de cremas            | Escobar   |       |
| 22  | Carioco               | Un paseo en la India          | Conti     |       |
| 23  | Zipi y Zape           | No tan animales               | Escobar   |       |
| 24  | Las hermanas Gilda    | Un negocio cuadrado           | Vázquez   |       |
| 25  | Leovigildo Viruta     | Niñero moderno                | Jorge     |       |
| 26  | El reporter Tribulete | Los cuatro iguales            | Cifré     |       |
| 27  | Doña Urraca           | El robo de los millones       | Jorge     |       |
| 28  | Carpanta              | Taxista improvisado           | Escobar   |       |
| 29  | Don Pío               | Una mancha en la pared        | Peñarroya |       |
| 30  | La Familia Pepe       | Una tarde en los toros        | Iranzo    |       |
| 31  | Zipi y Zape           | ¡Qué monumento!               | Escobar   |       |
| 32  | Carioco               | ¡Qué mundo este!              | Conti     |       |
| 33  | Cucufato Pi           | Corazones gemelos             | Cifré     |       |
| 34  | Carpanta              | El rapto de Esterilla         | Escobar   |       |
| 35  | Casildo               | Un caso misterioso            | Nadal     |       |
| 36  | Doña Urraca           | Una de espionaje              | Jorge     |       |
| 37  | Leovigildo Viruta     | Un tipo pesado                | Jorge     |       |
| 38  | Zipi y Zape           | Una visita al museo           | Escobar   |       |
| 39  | Doña Urraca           | ¡¡Petróleo!!                  | Jorge     |       |
| 40  | Carpanta              | Qué detective                 | Escobar   |       |
| 41  | Doña Urraca           | El cuerpo del delito          | Jorge     |       |
| 42  | Leovigildo Viruta     | Una novia de cuidado          | Jorge     |       |